# Епотель Базамба
Епотель Базамба (фр. Epotele Bazamba, нар. 13 травня 1976) — конголезький футболіст, який грав на позиції півзахисника. Відомий за виступами в клубі «Драгонс» та у складі національної збірної Демократичної Республіки Конго.

## Клубна кар'єра
Епотель Базамба на клубному рівні грав за клуб «Драгонс» з Кіншаси, у складі якого тричі став володарем кубка країни. З 1997 до 2001 року Базамба грав у складі національної збірної Демократичної Республіки Конго, у складі якої двічі брав участь у розіграші Кубка африканських націй, у 1998 році став у складі збірної бронзовим призером турніру. Загалом зіграв у складі збірної 18 матчів, у яких відзначився 1 забитим м'ячем.

## Титули і досягнення
- Бронзовий призер Кубка африканських націй: 1998